# Service de remorquage du port de Dunkerque
Le service de remorquage de Dunkerque a vu le jour en 1859 et a connu multiples bouleversements.

## Historique
En 1841, alors que le port du Havre possède déjà treize remorqueurs, Dunkerque n’en possède aucun.
En 1859, Gaspard Malo, armateur et constructeur de navires, exploite le remorqueur Orphéon.
En 1861, la Chambre de Commerce de Dunkerque obtient le monopole du remorquage et mis en service son premier remorqueur, le Commerce. 
En 1897, la Société Dunkerquoise de Remorquage Barra et Cie est créée. Elle est considérée comme fondatrice du remorquage professionnel à Dunkerque.
En 1974, devenue Société Dunkerquoise de Remorquage et de Sauvetage, elle prend le nom de Société de Remorquage du Nord, contrôlée par le groupe Progémar.
En 1990, la SRN est reprise par le groupe Bourbon et rebaptisée Abeilles Dunkerque.
En 2007, Boluda rachète Abeilles Dunkerque au groupe Bourbon.

### 1974-1990: Progémar
En 1974, le service de remorquage dunkerquois passe sous le contrôle du groupe Progémar, déjà propriétaire des Abeilles du Havre et de la société de remorquage du port de Cherbourg. Ce rachat par Progémar ne change toutefois rien au fonctionnement du service. Deux remorqueurs viennent rajeunir la flotte, le Hardi en 1981 et le Robuste en 1987.
Agile 1971, Allègre (32) 1974, Attentif (30) 1974, Aturri ex Brave 1971 parti à Nantes, Audacieux (8) 1955 ex Treff 1947, Audacieux (16) 1965, Brave (34) 1971, Clairvoyant 1968, Costaud (12) 1972, Diligent 1967, Entreprenant (21) 1965, Futé 1963, Hardi (33) 1959, Jean Bart 1955, Obstiné 1950 ex Menhir 1949 ex Morbihan 1943, Railleur 1958, Robuste 1967, Subtil 1969, Superbe 1959, Trapu 1973, Vigilant 1963, Rablé 1972. 

### 1990-2007: Abeilles Dunkerque, Groupe Bourbon
En 1990, en raison de son intégration dans le « Groupe G7 - les Abeilles », la société est rebaptisée Abeilles Dunkerque.
La flotte est alors ainsi composée : Hardi (31) 1981, Intrépide (50) remplacé par Téméraire (52), Puissant (33), Robuste (35) 1987, Farouche (43) 1999 renommé Abeille Antifer puis Robuste 2005, 
En 2007, la flotte se compose comme suit : Audacieux, Hardi (31) 1981, Robuste (43) 2005 ex Abeille Antifer ex Farouche (43) 1999, Clairvoyant (40) 1999, Aventureux (41) 1999, Téméraire (52) 2005 ex Honce 2002, Abeille Risban (15) 1988, Triomphant (42) 1999, Entreprenant (21), donné par les Abeilles à la communauté urbaine de Dunkerque, propriétaire du musée portuaire.

### Depuis 2007: Boluda
En juillet 2007, Bourbon annonce sa volonté de vendre sa division remorquage, à l'exception des Abeilles International et de ses grands remorqueurs de sauvegarde du littoral.
Les abeilles changent de nom, Bourbon revend en décembre 2007 la division de remorquage portuaire au groupe espagnol Boluda. Les Abeilles sont devenues Boluda France. Quelques changements ont lieu, avec notamment l'arrivée de nouvelles unités.

#### V.B.Adroit
Construit au chantier Piriou de Concarneau, le V.B. Adroit (no 70), remorqueur d'une longueur de 30,30 mètres et largeur de 10,40 mètres, possède 70 tonnes de traction et un équipement anti-incendie. Il est le dernier arrivé de la flotte, commandé en 2006 par Bourbon.